# Heterormista
Heterormista là một chi bướm đêm thuộc họ Erebidae.

## Các loài
- Heterormista modesta Swinhoe, 1901
- Heterormista psammochroa Lower, 1903